# سینا مریدی
سینا مریدی (زادهٔ ۱۶ اردیبهشت ۱۳۷۵ دزفول) یک بازیکن فوتبال اهل ایران است که برای باشگاه فوتبال فولاد خوزستان در لیگ برتر خلیج فارس بازی می‌کند.